# تاباني آرتوما
تاباني آرتوما (Tapani Aartomaa؛ 1934 - 27 أكتوبر 2009) مصمم رسوم جرافيك فنلندي، لاقى نجاحاً في بولندا.
قام بتصميم المئات من الملصقات والرسوم التوضيحية للكتب، وحاز إعجابا محليا ودوليا، لا سيما في المعارض التي أقيمات في ألمانيا وبولندا وأستونيا والسويد، وكذلك في كوبا والمكسيك وبلدان الشرق الأقصى مثل الصين وكوريا الجنوبية.
يمتلك أستوديو جرافيك خاص به، وقد حاضر لسنوات في معهد التصميم في هلسنكي وكلية التصميم في لهتي.
إنتاجه يحمل سمات الجيل الجديد من فناني الجرافيك، ويستخدم الكثير من تقنيات فن الرسم العادي، بالإضافة لاعتماده على التذوق الشاعري. يطغى استعمال الألون الأساسية وإبرازها في أعماله، التي يستمد الكثير منها من الطبيعة.